# Time Out of Mind
Time Out of Mind — тридцятий студійний альбом американського музиканта та автора пісень Боба Ділана, виданий 30 вересня 1997 року лейблом Columbia Records; перший подвійний студійний альбом (пізніше перевиданий на CD як одинарний) після Self Portrait 1970 року.
Платівка стала однією із найкращих робіт Ділана. За цей альбом музикант отримав одразу три Греммі, включаючи «альбом року» у 1998 році. Журнал Uncut також назвав цю платівку альбомом року. Крім того, журнал Rolling Stone помістив платівку на № 408 у "Список 500 найкращих альбомів усіх часів за версією журналу «Rolling Stone» у 2003 році.

## Про альбом
Time Out of Mind отримав захопливі відгуки від критиків, які зазначали, що Ділан увійшов в нову фазу своєї творчості. Для шанувальників і критиків альбом став «поверненням творчих можливостей Ділана після того, як він боровся із своєю музичною індивідуальністю» протягом 1980-х років, і не випустив нового матеріалу з 1990 року після альбому Under the Red Sky.
Характерною особливістю альбому є його звучання, яке створює дивовижну, таємничу атмосферу, створену продюсером Деніелем Лануа, чия новаторська робота із розміщенням мікрофонів і аранжування були детально описані Діланом в першому тому його мемуарів Chronicles, Vol. 1. Незважаючи на загальне схвалення, Ділан залишився незадоволеним звучанням Time Out of Mind і всі наступні альбоми буде продюсувати сам.

## Список композицій
| #   | Назва                          | Тривалість |
| --- | ------------------------------ | ---------- |
| 1.  | «Love Sick»                    | 5:21       |
| 2.  | «Dirt Road Blues»              | 3:36       |
| 3.  | «Standing in the Doorway»      | 7:43       |
| 4.  | «Million Miles»                | 5:52       |
| 5.  | «Tryin' to Get to Heaven»      | 5:21       |
| 6.  | «'Til I Fell in Love with You» | 5:17       |
| 7.  | «Not Dark Yet»                 | 6:29       |
| 8.  | «Cold Irons Bound»             | 7:15       |
| 9.  | «Make You Feel My Love»        | 3:32       |
| 10. | «Can't Wait»                   | 5:47       |
| 11. | «Highlands»                    | 16:31      |